# Uspenski (Krasnodar)
Uspenski (del ruso: Успенский) es un jútor del raión de Uspénskoye del krai de Krasnodar, en el sur de Rusia. Está situado en las llanuras próximas a la orilla izquierda del río Kubán, 12 km al sudeste de Uspénskoye y 200 km al este de Krasnodar, la capital del krai. Tenía 32 habitantes en 2010.
Pertenece al municipio Uspénskoye.